# 우문술
우문술(宇文述, 547년 ~ 617년 9월 21일)은 중국 북주와 수의 장군으로, 자는 백통(伯通)이고 대군(代郡) 무천진(武川鎮) 사람이다. 우문성(宇文盛)의 아들이자 우문화급(宇文化及)·우문지급(宇文智及)·우문사급(宇文士及) 3형제의 아버지이다.

## 생애

### 북주에서의 생애
작지만 날래고 민첩했으며, 기마와 궁술에 능했다.
무제(武帝) 때 아버지인 우문성(宇文盛)의 전공에 의해 개부(開府)로 임명되었다.
무제가 친정을 시작하자 좌궁백(左宮伯)으로 임명되었으며, 여러 차례 승진해 영과중대부(英果中大夫)로 임명되고 박릉군공(博陵郡公)에 봉해졌다가 얼마 되지 않아 복양군공(濮陽郡公)으로 고쳐 봉해졌다.
580년(대상 2년) 울지형(尉遲迥)이 반란을 일으키자 위효관(韋孝寬) 휘하에서 이를 토벌하고 군공을 세워 상주국(上柱國)으로 임명되고 포국공(褒國公)에 봉해졌으며, 비단 3,000필을 하사받았다.

### 수 문제 치세의 생애
이듬해 양견(楊堅)이 북주의 정제(靜帝)로부터 선양받고 수(隋)를 건국하자 우문술은 우위대장군(右衛大將軍)으로 임명되었다.
588년(개황 8년) 행군총관(行軍總管)이 되었으며, 이듬해 남조의 진(陳)을 정벌할 때 우문술은 강을 넘어 석두성(石頭城)을 점령한 뒤 삼오(三吳)를 평정했다.
진을 정벌한 공으로 안주총관(安州總管)이 되었는데, 양주에 주둔하게 된 진왕(晉王) 양광(楊廣)에게 이를 양보하자 양광은 우문술을 수주총관(壽州總管)에 임명하도록 주청함으로써, 두 사람은 가까워지게 되었다.
이후 우문술은 양광이 태자에 책봉되는 것을 돕기 위해 장안에 있는 양소(楊素)의 동생 양약(楊約)을 찾아가 뇌물을 주고 양소를 측근으로 끌어들어들였으며, 양소와 함께 양광에게 독고황후(獨孤皇后) 앞에서는 바른 말과 행동을 보일 것을 간언했다.

### 수 양제 치세의 생애
604년(인수 4년) 양광이 양제(煬帝)로 즉위하자 우문술은 좌익위대장군(左翊衛大將軍)으로 임명되고 허국공(許國公)에 봉해졌다.
양제는 우문술을 총애해 그가 낸 계책은 경청하여 따랐으며, 그로 인해 우문술의 권세는 조정을 뒤흔들 정도가 되었다.
이때부터 성품이 탐욕스럽고 비루해졌으며, 평소에 여러 사람들이 찾아와 뇌물을 바치니, 그의 집에는 재화가 넘쳐나고 노복은 1,000명에 이르게 되었다.
612년(대업 8년) 양광이 고구려를 정벌하려 하자 우문술은 군을 거느리고 압록강을 넘었으며, 우중문(于仲文)과 함께 별동대 305,000명을 거느리고 살수를 넘어 평양으로 향하던 중 고구려 장수 을지문덕(乙支文德)의 계책에 빠지고 크게 무너져 단 2,700명만이 요서로 간신히 도망해 돌아왔다.
양제는 진노했으나, 차마 우문술을 죽이지는 못하고 관작을 삭탈해 서민으로 강등시켰다.
이듬해에 양제가 다시 고구려 정벌군을 일으키자, 우문술은 관작을 돌려받고 양의신(楊義臣)과 함께 두 번째로 압록강을 넘었으나, 후방인 여양(黎陽)에서 예부상서(禮部尙書) 양현감(楊玄感)이 반기를 들고 거병하자 양제의 밀명을 받고 급히 철군했으며, 하양(河陽)에서 양현감의 군을 크게 깨뜨렸다.
그 공으로 포목 수천 필을 하사받았으며, 614년(대업 10년) 양제가 세 번째로 고구려 정벌군을 일으키자 대고구려 전선에 복귀해 회원(懷遠)까지 갔으나, 후에 귀환했다.
616년(대업 12년) 7월 강도(江都)에서 용주(龍舟)를 새로 만들 때 우문술은 양제를 따라 강도로 들어와 머무르게 되었으며, 이듬해 강도에서 훙했다.
우문술은 임종을 앞두고 양제에게 두 아들인 우문화급(宇文化及)·우문지급(宇文智及)을 보살펴 줄 것을 간절히 청했으나, 이들은 훗날 양제를 시해했다.
사후 사도(司徒)·상서령(尙書令)·십군태수(十郡太守)로 추증되었으며, '공(恭)'이라는 시호를 받았다.

## 가족 관계
- 증조 - 우문장수(宇文長壽) : 옥야진군주(沃野鎭軍主)
  - 조부 - 우문문고(宇文文孤) : 옥야진군주
    - 아버지 - 우문성(宇文盛) : 상주국(上柱國), 대종백(大宗伯)
      - 장남 - 우문화급(宇文化及, ? ~ 619년) : 우둔위장군(右屯衛將軍), 양제(煬帝)를 시해한 뒤 황제를 참칭했다가 두건덕(竇建德)에게 패하고 처형됨
      - 차남 - 우문지급(宇文智及, ? ~ 619년) : 장작소감(將作少監), 형과 함께 양제를 시해한 뒤 제왕(齊王)에 봉해졌다가 두건덕에게 패하고 처형됨
      - 3남 - 우문사급(宇文士及, ? ~ 642년) : 전중감(殿中監), 정국공(郢國公), 시호 종(縱)

## 같이 보기
- 수 양제
- 우문화급

## 참고 자료
- 『수서』 「권4」·「권61」
- 『북사』 「권9」
- 『우문술 묘지명』(625년 작성, 2006년 출토)